# シャトレ駅
シャトレ駅（シャトレえき、Châtelet）は、フランスのパリ地下鉄1、4、7、11、14号線の駅である。1900年開業。
1区と4区にまたがっている。「シャトレ」は砦の意味である。以前砦があったシャトレ広場にちなんで命名された。
シャトレ駅は2つの部分が長い通路で繋がれた構造になっている。ひとつは7、11号線が入っており、もう一つは1、4、14号線が入っている。
さらに地下通路でRERのシャトレ＝レ・アル駅と4号線のレ・アル駅に繋がっている。
2009年の乗客は約1440万人で、メトロの中で８番目に繁忙な駅であった。
2011年には、1444万0964人の乗客があった。

## 歴史
- 1900年8月6日 1号線の駅として開業。
- 1908年4月21日 4号線が乗り入れ。
- 1926年4月26日 7号線が乗り入れ。
- 1935年4月28日 11号線が乗り入れ。
- 1998年10月15日 14号線が乗り入れ。

## 駅付近の名所
- サン・ジャック塔

## 乗り換え
RER
■A線 ■B線 ■D線
シャトレ＝レ・アル駅

シャトレ駅（下）とシャトレ＝レ・アル駅、レ・アル駅の関係

なお4号線とRER各線の乗換駅はレ・アル駅とされており、路線図ではシャトレ駅での乗り換えの案内はない。

## 隣の駅
パリメトロ
■1号線
ルーヴル-リヴォリ駅 - シャトレ駅 - オテル・ド・ヴィル駅
■4号線
レ・アル駅 - シャトレ駅 - シテ駅
■7号線
ポンヌフ駅 - シャトレ駅 - ポン・マリー駅
■11号線
シャトレ駅 - オテル・ド・ヴィル駅
■14号線
ピラミッド駅 - シャトレ駅 - リヨン駅

## ギャラリー

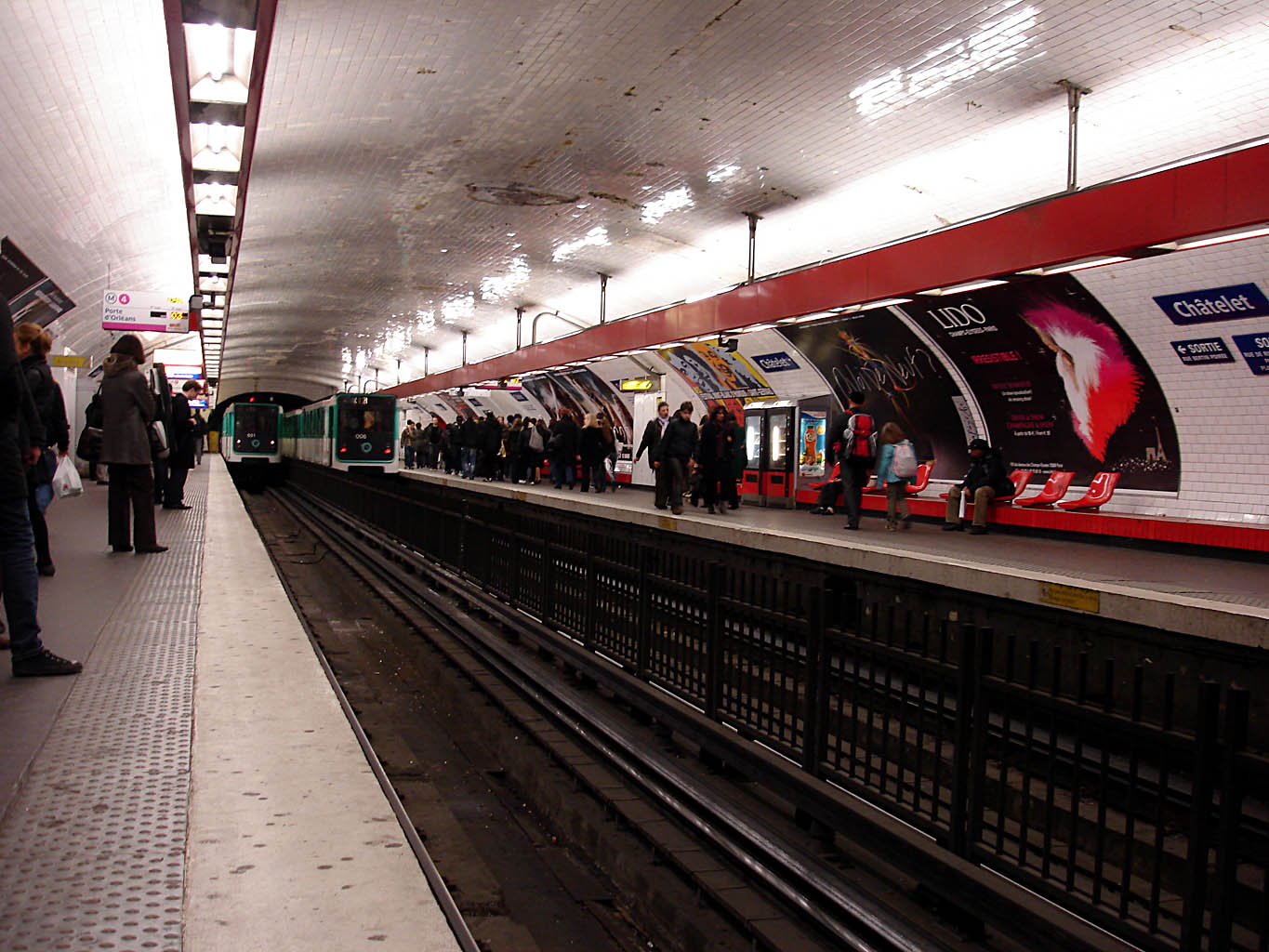
4号線のホーム
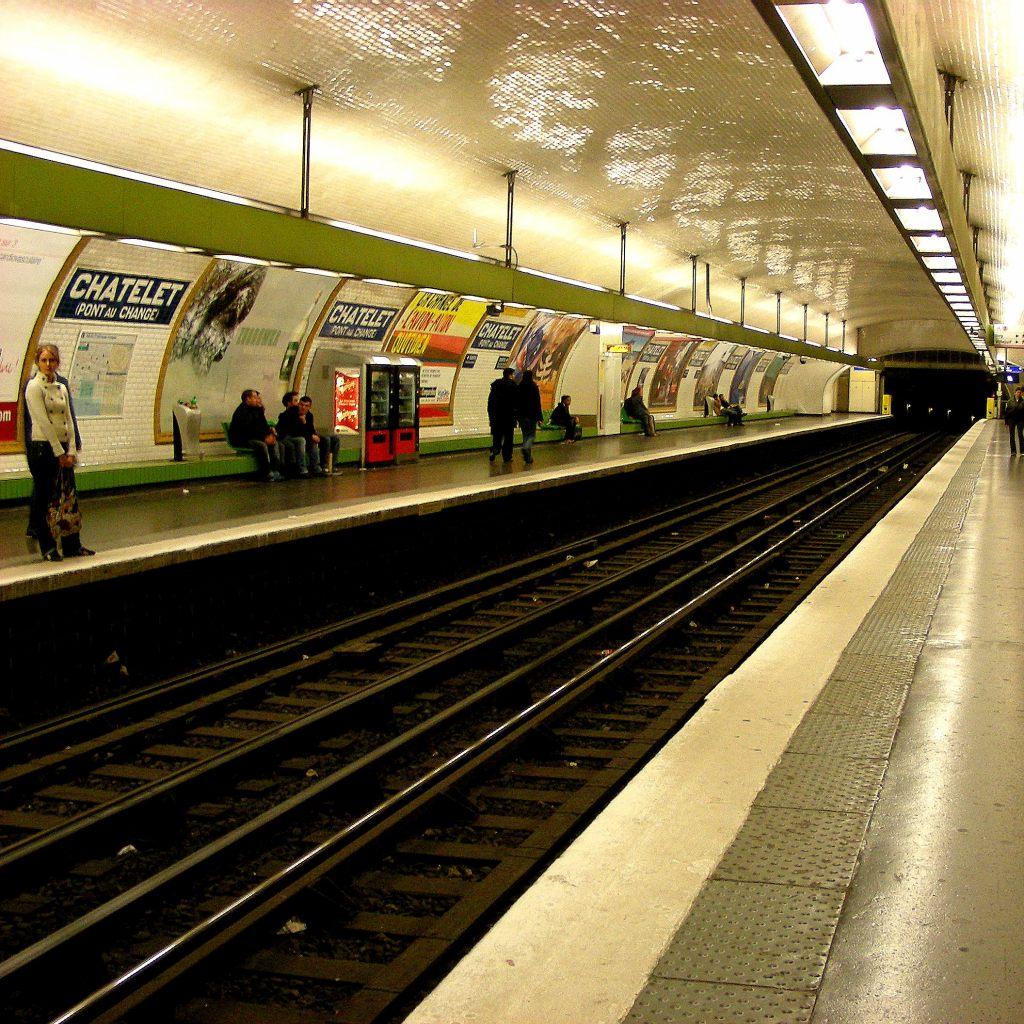
7号線のホーム
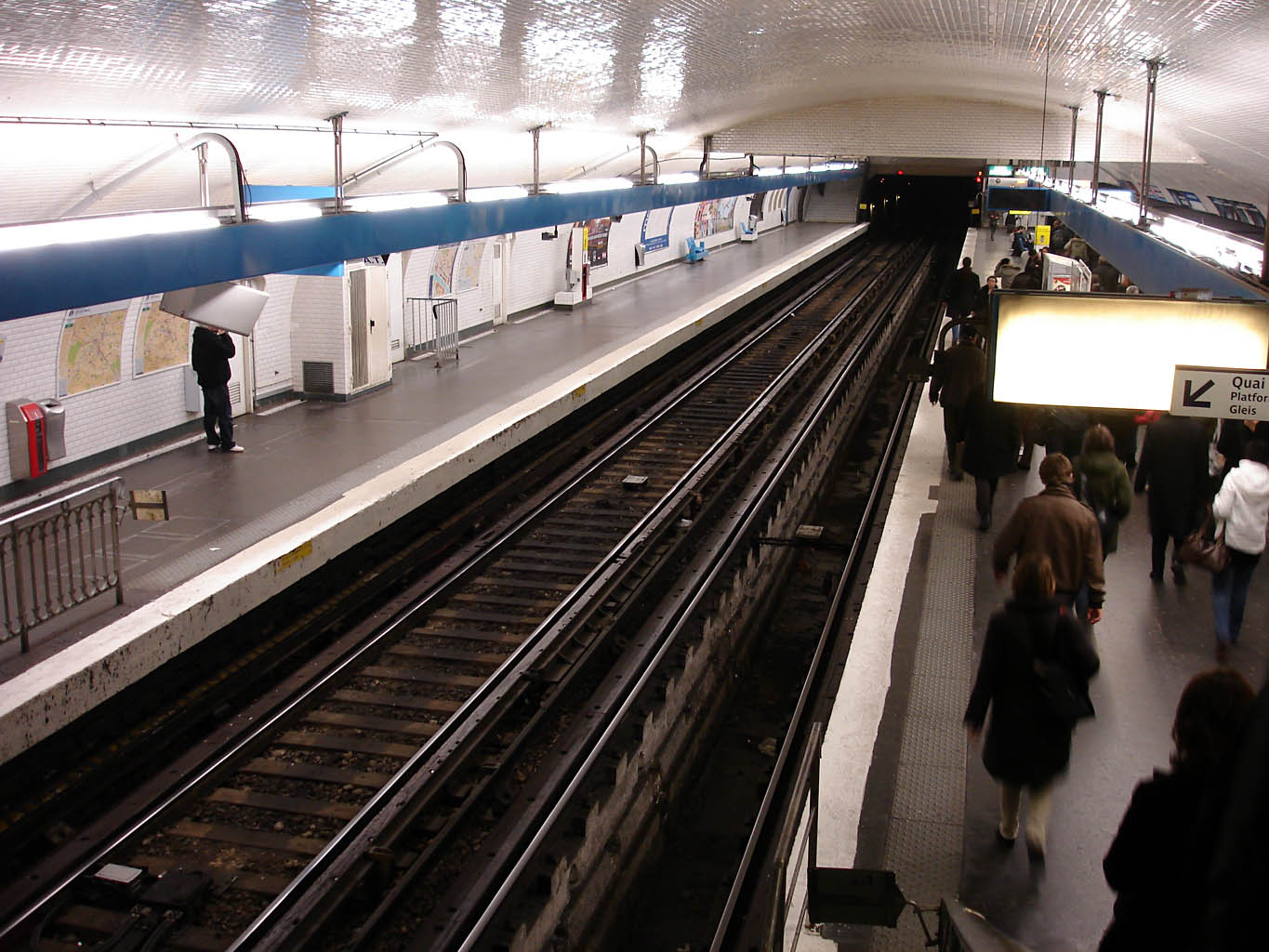
11号線のホーム
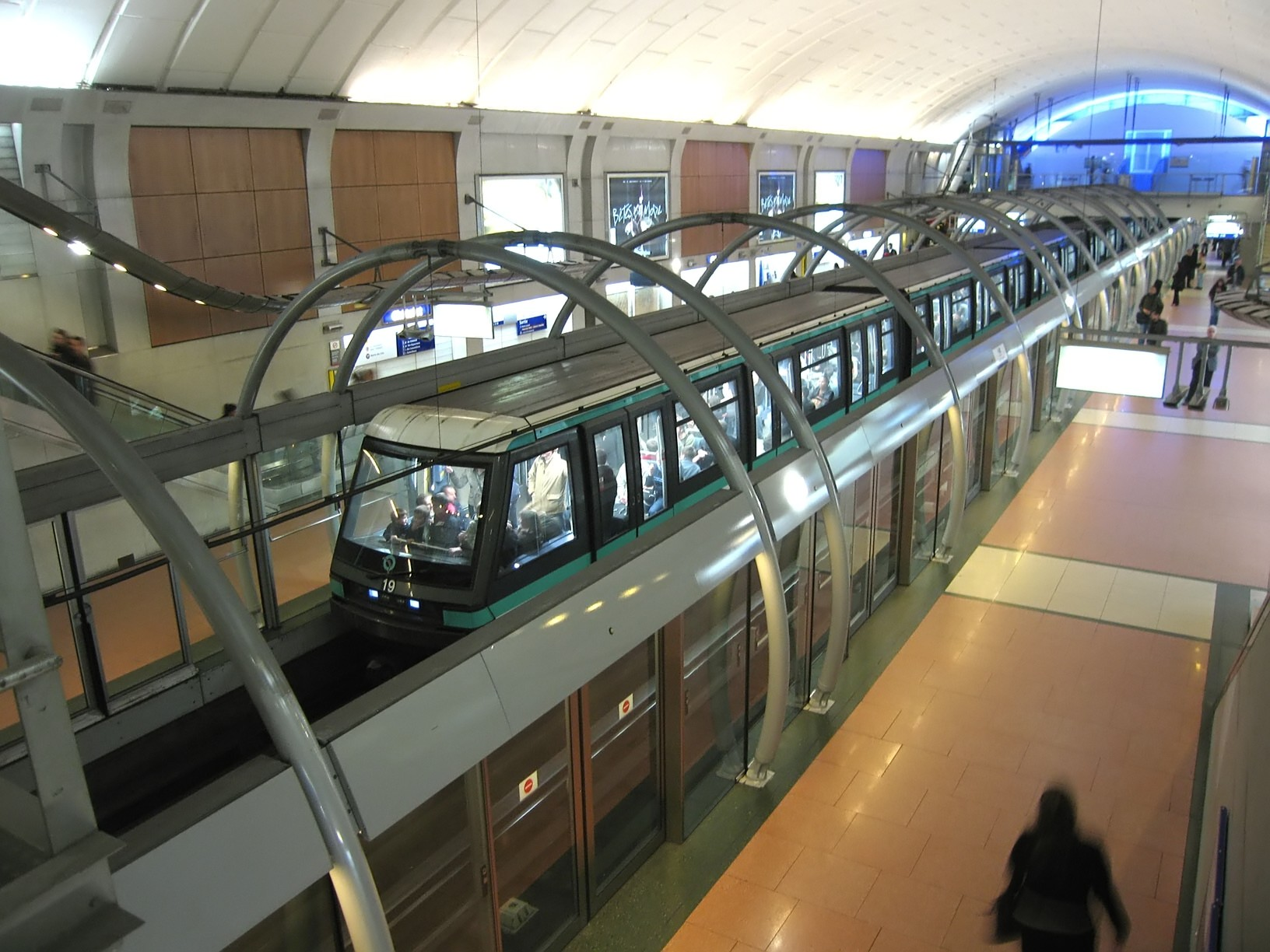
14号線のホーム
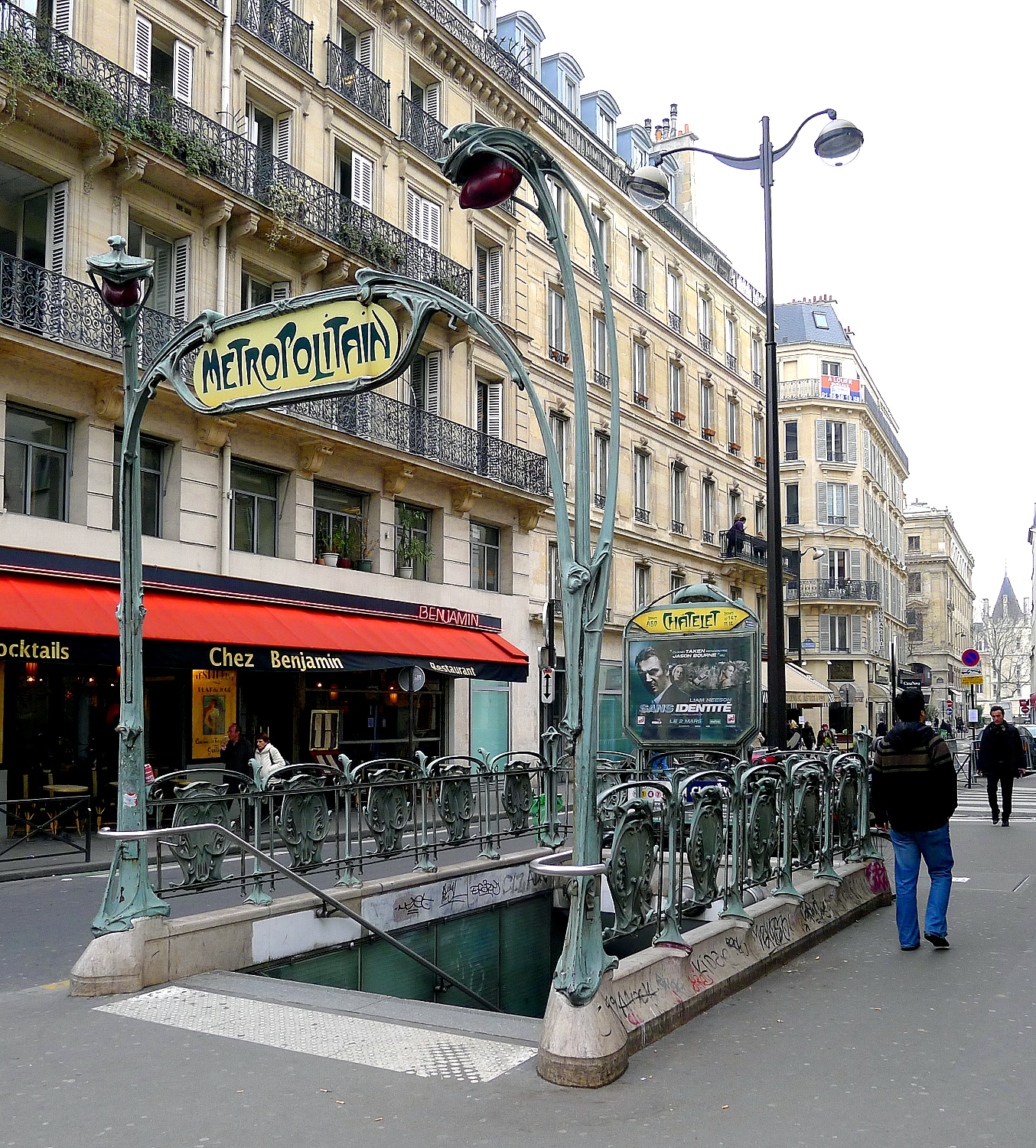
ラヴァンディエール＝サント＝オポルトュン通りの入口